# Roman Serbin
Roman Serbyn (ukr. Роман Сербин); (Ukrajina, Viktoriv, 1939.); kanadsko-ukrajinski povjesničar, politolog, profesor, znanstveni stručnjak za povijest Istočnih Slavena. Trenutno predaje na kanadskom Sveučilištu Quebec - Montreal. Serbyn je posebno poznat po knjigama iz ukrajinske povijesti i nekoliko knjiga vezanih za temu Holodomor.

## Autorova literatura
- Roman Serbyn and Bohdan Krawchenko: «Famine in Ukraine 1932—1933», 1986., ISBN 0-920862-43-8.
- Roman Serbyn: «Holod 1921—1923 i Ukrainska Presa v Kanadi» (eng. The Famine of 1921—1923 and the Ukrainian Press in Canada), 1992., ISBN 0-9696301-0-7

## Vanjske poveznice
- Medij Denj: Razgovor s Romanom Serbynom (eng.)  Arhivirana inačica izvorne stranice od 22. svibnja 2011. (Wayback Machine)
- Roman Serbyn o Holodomoru i kvalifikaciji genocida (eng.)  Arhivirana inačica izvorne stranice od 30. rujna 2007. (Wayback Machine)